# Telibɔ̌ wɔ̌
Le télibo ou telibɔ̌ wɔ̌ (ou encore simplement libo) est une variété de pâte de couleur noire comestible. Semi-solide, elle est réalisée à base de farine de cossette d'igname et constitue l'un des aliments de base au Bénin. Il s'agit d'un plat très apprécié dans le pays et généralement dans toute l’Afrique, particulièrement occidentale. On en rencontre au Ghana, au Togo, au Nigeria sous différentes appellations,,,. 

## Préparation
Pour obtenir la farine de cossette d'igname qui est l'élément le plus important, il faut au préalable éplucher les ignames et les découper en tranches.
Ensuite, il faut sécher les tranches au soleil pendant plusieurs jours jusqu'à ce que les celles-ci ne contiennent plus du tout de l'eau. Les tranches sèches sont ensuite moulues et ce n'est qu’après mouture que l'on obtient la farine de cossette d'igname. Le télibo est très rapide à faire et cuit au bout de cinq minutes maximum. 
Pour faire la pâte noire pour trois à quatre personnes environ, il faut à peu près:
- deux litres d'eau pour 500g de farine de cossette
- Faire chauffer un peu plus de la moitié de l'eau (3/4 environ)
- La farine prévue pour la pâte noire est ensuite versée dans l'eau bouillante que l'on tourne continuellement à l'aide d'une palette. En tournant, on obtient une pâte semi-dure. (Tourner continuellement permet d'éliminer les potentiels grumeaux).
- À l'obtention de la pâte épaisse et quand on voit que celle-ci se détache de rebords de la marmite, le télibo est cuit et peut être servi[6],[4].

### Dégustation
Le telibɔ̌ wɔ̌ se mange à n'importe quelle heure de la journée. C'est une pâte qui contrairement au wɔ̌, au  wɔ̌koli ou au amiwɔ̌, se digère assez facilement parce qu'elle est très légère. Le libo se mange avec obligatoirement une sauce qui peut être au poisson, au fromage ou à la viande,,.